# Troy Wells
Troy Wells (* 19. Juni 1984) ist ein US-amerikanischer Querfeldeinfahrer.
Troy Wells wurde 2005 in Providence US-amerikanischer Meister im Querfeldeinrennen der U23-Klasse und beim Grand Prix of Gloucester belegte er den dritten Platz. Daraufhin fuhr er ab Juni 2006 für das US-amerikanische Continental Team TIAA-CREF. In der Querfeldeinrennen-Saison 2008/2009 wurde Wells jeweils Dritter beim Mad Cross II in Sun Prairie und beim Bio Wheels/United Dairy Farmers UCI Harbin Park in Cincinnati sowie Zweiter beim Mercer Cup II in West Windsor. Den Jingle Cross Rock #1 in Iowa City konnte er gewinnen.

## Erfolge
2005/2006
- US-amerikanischer Meister (U23)

2008/2009
- The Jingle Cross Rock #1, Iowa City

## Teams
- 2006 TIAA-CREF (ab 14.06.)